# Nootrópico
Nootrópico (do grego νους nous, mente, τρέπειν trepein, dobrar) é o termo usado para descrever uma classe de compostos (remédios ou suplementos alimentares) que supostamente aumentam o desempenho cognitivo no ser humano.
São substâncias que podem melhorar aspectos da cognição, particularmente as funções executivas, como memória, criatividade e motivação, em indivíduos saudáveis. Embora muitas substâncias se proponham a aumentar a cognição, até 2019 as pesquisas estão em estágio inicial e a efetividade da maioria desses agentes não estão completamente determinada.
O uso de remédios para aumentar a cognição por indivíduos saudáveis, sem indicação médica, abrange muitas questões controversas, incluindo se é ético e justo, preocupações sobre reações adversas e o desvio de finalidade ao prescrever medicamentos controlados para uso não médico, entre outras. Apesar disso, as vendas de remédios de aumento cognitivo tem aumentado continuamente com o passar dos anos, excedendo a marca de US$ 1 bilhão, em 2015.
Em 2018, nos Estados Unidos, foram detectadas informações enganosas sobre os ingredientes de alguns suplementos nootrópicos. Em 2019, o FDA (Food and Drug Administration) e o FTC (Federal Trade Commission) alertaram fabricantes e consumidores sobre a possíveis fraudes de marketing e golpes evolvendo o comércio de nootrópicos.

Piracetam (o primeiro nootrópico, sintetizado em 1964)

## História
O termo foi usado pela primeira vez em 1972 pelo Dr. Corneliu E. Giurgea, psicólogo e químico romeno, para se referir a uma droga que não causaria efeitos secundários
e que aumentaria as capacidades intelectuais. Essa droga era o Piracetam, hoje usado como um suplemento e também no tratamento de diversas condições cognitivas debilitantes.

## Quem consome nootrópicos?
O grupo que mais consome esse tipo de compostos são os idosos com doenças degenerativas, como o mal de Parkinson e o mal de Alzheimer, e pessoas com doenças que afetam suas capacidades cognitivas negativamente.
Algumas tentativas têm sido feitas nas deficiências mentais com o uso do ácido gama-aminobutírico. Também foram observados bons resultados com o uso de estimulantes, como Metilfenidato e Amitriptilina, nos distúrbios de aprendizagem associados ao déficit de atenção (TDAH).

## Eficácia e segurança
Grande parte dos ditos nootrópicos aumentam o fluxo de sangue ao cérebro (fornecendo mais oxigênio), promovem a neurogênese ou possuem ação estimulante do sistema nervoso central.
O uso dessas substâncias deve ser, sempre que possível, supervisionado por um profissional de saúde.

## Uso por estudantes
O uso de estimulantes prescritos é especialmente prevalente entre os estudantes que frequentam faculdades e concursos academicamente competitivos. Pesquisas sugerem que 0,7-4,5 % dos estudantes alemães têm usado estimulantes cognitivos em sua vida acadêmica, tais como Metilfenidato e Cafeína.
Com base em alguns estudos sobre o uso ilícito de estimulantes, 5-35% dos estudantes universitários usam ou já usaram estimulantes prescritos para TDAH.
Vários fatores podem influenciar positivamente ou negativamente o uso de fármacos para aumento cognitivo. Como as características pessoais do indivíduo, histórico de uso de outras drogas, e as características do contexto social.

## Tipos de substâncias

### Vitaminas e minerais essenciais
Servem de cofatores em muitas das reações no nosso organismo.

A pelagra (deficiência de niacina) é conhecida pelos distúrbios neurológicos que causa, dentre os mais severos o déficit cognitivo.

A deficiência de vitamina B12 está associada a diversas manifestações neurológicas, como a polineuropatia, mielopatia e demência.

- - Vitaminas B:
  - B3 ou Niacina

- - B5 ou Ácido pantotênico
  - B6 ou Piridoxina
  - B9 ou Ácido fólico
  - B12 ou Cobalamina

- - Vitamina A
  - Vitamina C
  - Vitamina D
  - Vitamina E
  - Cálcio
  - Cobre
  - Cromo
  - Ferro
  - Fósforo
  - Magnésio
  - Manganês
  - Potássio
  - Selênio
  - Zinco

### Aminoácidos e compostos orgânicos

Taurina é um dos aminoácidos frequentemente utilizados em bebidas energéticas.

- - Teanina
  - Glutamina
  - Arginina
  - Acetilcarnitina
  - Tirosina
  - Fenilalanina
  - Inositol
  - Taurina

- - Sarcosina
  - Creatina
  - Coenzima Q10
  - Ácido lipóico
  - DMAE
  - Colina
  - Lecitina

### Drogas, ervas e nutracêuticos[30]
- Colinérgicas:

- - Colina
  - Citicolina
  - Lecitina
  - Alfa-GPC
  - Dimetiletanolamina
  - Centrofenoxina

A colina é um nutriente essencial que faz parte do complexo B, é a molécula precursora da acetilcolina, um importante neurotransmissor que integra o sistema nervoso central e periférico.

- Inibidores de acetilcolinesterase:
  - Donepezila
  - Rivastigmina
  - Huperzina-A
  - Galantamina
  - Tacrina
  - Nicotina
- Racetams:
  - Piracetam
  - Oxiracetam
  - Aniracetam
  - Pramiracetam
  - Nefiracetam
  - Coluracetam
  - Fenilpiracetam
- Derivados do fungo da cravagem:
  - Codergocrina
  - Nicergolina
  - Bromocriptina

Adrenérgicos, Dopaminérgicos e outros estimulantes:
- Cafeína

- Efedrina
- Modafinil
- Armodafinil
- Adrafinil
- Bupropiona
- Adderall
- Lisdexanfetamina
- Pemolina
- Metilfenidato

Antidepressivos:

A nível celular, a cafeína é um antagonista competitivo dos receptores de adenosina.

- Inibidores Seletivos da Recaptação da Serotonina:
  - Sertralina
  - Escitalopram
  - Fluoxetina
  - Tianeptina
- Serotonérgicos:
  - 5-HTP
  - Triptofano

Outros:
- Ampaquinas
- Phenibut
- Picamilon
- Memantina
- Sulbutiamina
- Piritinol
- Pirisudanol
- Idebenona
- Vimpocetina
- Vincamina
- Selegilina
- Rasagilina
- Vasopressina
- Pregnenolona
- Desidroepiandrosterona
- L-Dopa
- Fosfatidilserina
- Acetilcisteína
- EGCG

Ervas e nutracêuticos:
- Café
- Guaraná
- Chocolate
- Azeite
- Óleo de coco
- Ácidos graxos essenciais
- Erva-mate
- Noz-de-cola
- Ginseng
- Ginkgo biloba

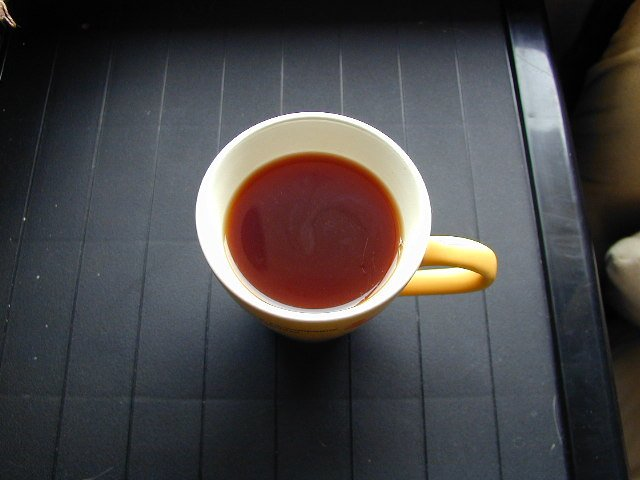
Um copo (200ml) de chá preto natural contém aproximadamente 20mg de L-teanina e 14-61mg de cafeína.

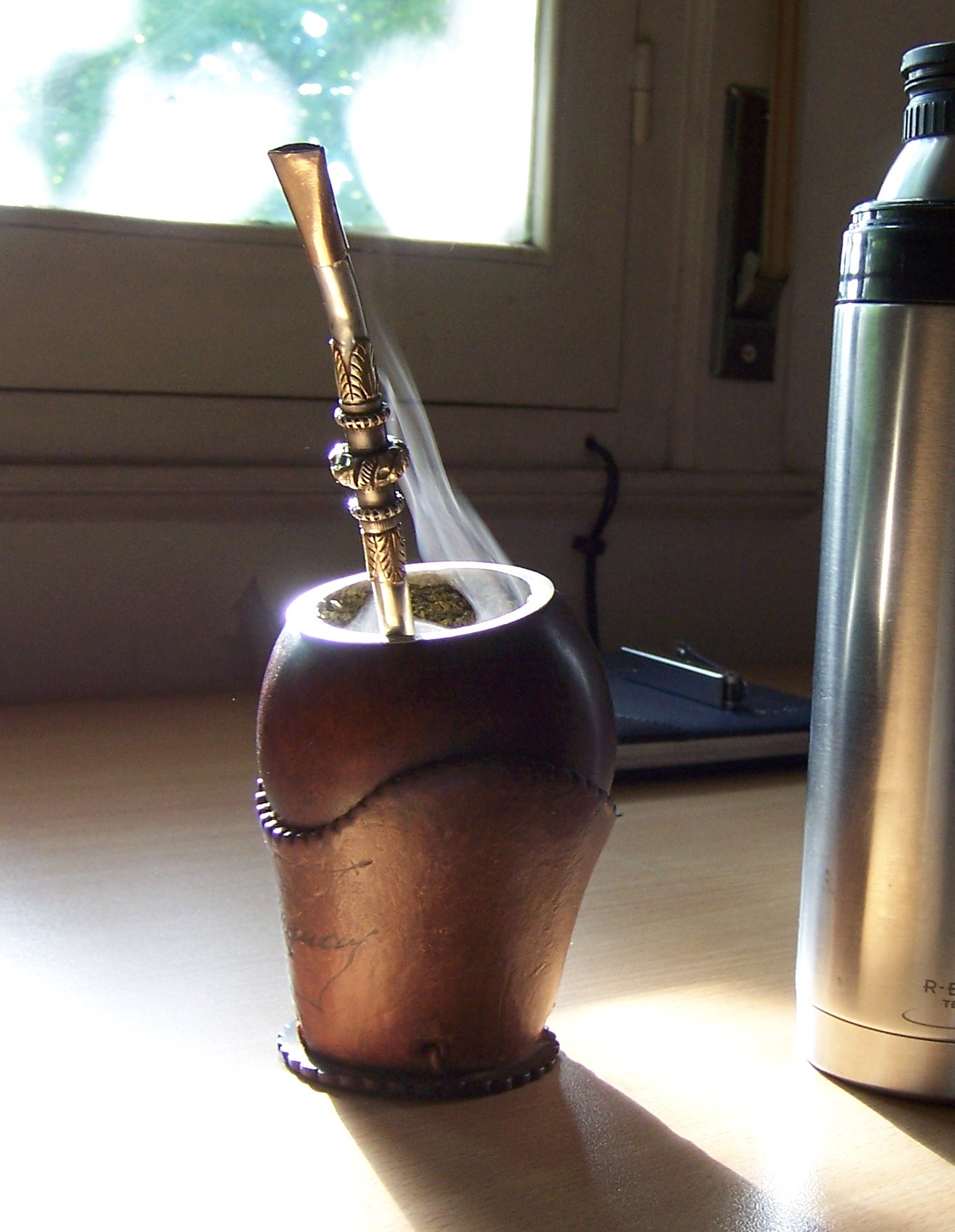
A erva-mate é conhecida por suas propriedades estimulantes.

- Camelia sinensis (chá verde, chá preto, chá branco)
- Rhodiola rosea
- Bacopa monnieri
- Rosmarinus officinalis (alecrim)
- Hypericum perforatum (hipérico)
- Melissa officinalis
- Kava-kava
- Valeriana officinalis
- Centella asiática
- Withania somnifera (ashwagandha)
- Mucuna pruriens

Drogas Ilegais:
Recebem esse título pois o consumo está associado à busca do prazer farmacológico. Geralmente possuem efeitos secundários e outros perigos inerentes à sua utilização, como a possível dependência.
- Metanfetamina
- Cocaína
- Ecstasy
- LSD
- Kratom

Os enteógenos, usados frequentemente em contextos religiosos e espirituais, são considerados potenciais expansores da mente.